# КАМАЗ-5325
КАМАЗ-5325 — советский и российский двухосный (4 × 2) бортовой среднетоннажный грузовой автомобиль-тягач, выпускаемый Камским автомобильным заводом небольшими партиями с 1988 года. Предназначен преимущественно для работы автопоездом с прицепом ГКБ 8352 того же типоразмера.
Двухосный КАМАЗ-5325 был аналогом трёхосного КАМАЗ-53212 того же типоразмера и создавался как преимущественно экспортная модель с повышенной (13 т) осевой нагрузкой для тех потребителей, где это допущено национальным стандартами и практикой.
На базе КАМАЗ-5325 в двухосном семействе были созданы бортовой КАМАЗ-4325 (КАМАЗ-43253) стандартного типоразмера, самосвал КАМАЗ-43255, седельный тягач КАМАЗ-4425. Все модели этого семейства имеют схожую конструкцию и во многом были унифицированы между собой, а также с семейством трёхосных базовых аналогов (удлинённый КАМАЗ-53212 и стандартный КАМАЗ-5320 бортовые, седельный тягач КАМАЗ-5410, самосвал КАМАЗ-5511, шасси КАМАЗ-53213).
Кузов — металлическая платформа с открывающимися боковыми и задним бортами, передний борт — жестко закрепленный, высокий. Настил пола — деревянный, предусмотрена установка тента. Кабина — откидывающаяся вперед, трехместная (сиденье для второго пассажира устанавливается по заказу), с шумо- и термоизоляцией, оборудована местами крепления ремней безопасности, со спальным местом или без него в зависимости от комплектации. Сиденье водителя — подрессоренное, регулируется по массе водителя, длине, наклону спинки.

## Двигатель
В зависимости от комплектации автомобиля устанавливаются следующие модели двигателей: КАМАЗ-74006.10 — мощность 162 кВт (220 л. с.) при 2600 об/мин, крутящий момент 667 Н·м (68 кгс·м) при 1500—1800 об/мин; КАМАЗ-7403.10 (с турбонаддувом) и КАМАЗ-74037.10 (с турбонаддувом, тропическое исполнение) — мощность 191 кВт (260 л. с.) при 2600 об/мин, крутящий момент 785 Н·м (80 кгс·м) при 1500—1800 об/мин. Топливный бак — 350 л (диз. топливо).

## Трансмиссия
В зависимости от комплектации коробка передач — 5-ступенчатая (модель 1 4) или 5-ступенчатая с передним делителем (модель 15). Карданная передача — два последовательных карданных вала с промежуточной опорой. Ведущий мост — венгерской фирмы «RABA» мод. А-111.49-3300 с центральной главной передачей, планетарными колесными передачами, блокируемым дифференциалом. Передат. число 6,67 или 6,27.

## Колеса и шины
Колеса — дисковые, обод 8.5В-20, крепление колес на 10 шпильках. Шины на КАМАЗ-5315-11,00R20 (300R508), мод. И-111А, Давление воздуха в передних шинах 7,5; задних 6,7 кгс/см2. На КАМАЗ-5325 шины 12.00R20 (320R508). Число колес 6+1.

## Подвеска
Зависимая: передняя — на полуэллиптических малолистовых рессорах с амортизаторами и стабилизатором поперечной устойчивости; задняя — на полуэллиптических малолистовых рессорах с задними скользящими концами и дополнительными рессорами, с амортизаторами и стабилизатором поперечной устойчивости. Передняя ось — фирмы «RABA» мод. А-832.0 1-3100.

## Тормоза
Рабочая система — с барабанными механизмами, двухконтурным пневмоприводом. Стояночный тормоз — на тормоза заднего моста от пружинных энергоаккумуляторов, привод — пневматический, одновременно выполняет функции запасного тормоза. Вспомогательный тормоз — моторный замедлитель с пневматическим приводом. Привод тормозов оборудован термодинамической осушкой воздуха. Привод тормозов прицепа — двухпроводный.

## В игровой и сувенирной индустрии
Казанским объединением «Элекон» выпускается масштабная модель КАМАЗ-5325 в масштабе 1:43.